# Kazimierz Michał Ujazdowski
Kazimierz Michał Ujazdowski (f. 28. juli 1964 i Kielce) er doktor i jura, polsk politiker og næstformand for Lov og Retfærdighed. 16. marts 2000 til 12. juli 2001 var han kulturminister i Jerzy Buzeks regering, siden 31. oktober 2005 kulturminister i Kazimierz Marcinkiewicz’ regering, nu i Jarosław Kaczyńskis regering.
1. ↑  Navnet er anført på nederlandsk og stammer fra Wikidata hvor navnet endnu ikke findes på dansk.
2. ↑  Navnet er anført på engelsk og stammer fra Wikidata hvor navnet endnu ikke findes på dansk.
3. ↑  Navnet er anført på engelsk og stammer fra Wikidata hvor navnet endnu ikke findes på dansk.
4. ↑  Navnet er anført på engelsk og stammer fra Wikidata hvor navnet endnu ikke findes på dansk.
5. ↑  Navnet er anført på engelsk og stammer fra Wikidata hvor navnet endnu ikke findes på dansk.
6. ↑  Navnet er anført på tysk og stammer fra Wikidata hvor navnet endnu ikke findes på dansk.
7. ↑  Navnet er anført på engelsk og stammer fra Wikidata hvor navnet endnu ikke findes på dansk.